# В овечьей шкуре
В овечьей шкуре (англ. Sheep Impact) — короткометражная комедия с элементами боевика, снятая режиссёром Бренданом Гиббонсом об истории агента ЦРУ, который должен проникнуть в террористическую организацию и разоблачить её планы. Главные роли исполнили Стивен Сигал и Мартин Коппинг.

## Сюжет
Главные герои, Пол и Крейг, застревают в пустыне Аризона из-за поломки автомобиля. Там они встречают маленькую овечку, которая становится их проводником в необычных приключениях. Персонажам приходится защищать животное от самих себя и избегать встречи с рейнджером.

## В ролях
Стивен Сигал — Пол Уиланд
Мартин Коппинг — Крейг

## Рейтинг
На сайте Internet Movie Database у фильма «В овечьей шкуре» 2011 года режиссёра Брендана Гиббонса оценка 4,9 из 10.

## Отзывы и критики
Фильм «В овечьей шкуре» (2011) режиссёра Брендана Гиббонса получил положительные отзывы зрителей. Критики отмечают оригинальность и новизну сюжета, а также мастерство актёра Стивена Сигала в комедийных ролях.